# Hoch- und Idarwald
Der Hoch- und Idarwald ist ein Mittelgebirge in Rheinland-Pfalz in Deutschland. Naturräumlich zählt er zum Hunsrück, in dessen Südwesten er sich befindet. Er erstreckt sich vom Ruwertal im Westen, wo er an den Saar-Ruwer-Hunsrück grenzt, zum Traunbach im Osten, wo er an den Soonwald grenzt. Im Norden grenzt er an den Moselhunsrück und im Süden an das Saar-Nahe-Bergland. Im Hoch- und Idarwald wurde am 24. Mai 2014 der Nationalpark Hunsrück-Hochwald errichtet.

## Geologie und Geografie
Häufig wird der Hoch- und Idarwald in die beiden kleineren naturräumlichen Einheiten Hochwald und Idarwald aufgeteilt. Dabei umfasst der Hochwald den Schwarzwälder Hochwald und den Osburger Hochwald. Die höchste Erhebung des Hoch- und Idarwaldes ist der Erbeskopf (816 m ü. NN), welcher zugleich die höchste Erhebung des Hunsrücks insgesamt darstellt. Weitere bedeutende Erhebungen sind Idarkopf, Rösterkopf und Teufelskopf.
Der Hoch- und Idarwald zeichnet sich durch seine von Südwesten nach Nordosten streichenden gegenüber den Hunsrückhochflächen ca. 200 bis 300 m höheren Höhenrücken aus, welche sich durch die weitgehende Bewaldung von dem Taunushochland im Nordwesten, dem oberen Nahebergland im Südosten und der Simmerner Mulde im Osten unterscheiden.
Der Hoch- und Idarwald umfasst nach Angaben des Bundesamtes für Naturschutz eine Fläche von 417 km².

## Klima
Der Hoch- und Idarwald zeichnet sich durch hohe Niederschläge aus; so werden am Erbeskopf die höchsten Niederschläge in Rheinland-Pfalz gemessen. Im Durchschnitt liegen je nach Lage zwischen 750 und 1350 mm. Die durchschnittliche Jahrestemperatur liegt zwischen 6,0 und 9,0 °C.

## Fauna und Flora
Der Hoch- und Idarwald zeichnet sich auch durch seine hohe Biodiversität bzw. Artenvielfalt an Tieren und Pflanzen aus. Es ist ein wichtiges Ziel, diese zu erhalten und zu schützen.

## Landschaft und Wirtschaft
Die Höhenzüge sind stark bewaldet und vor allem durch Land- und Forstwirtschaft geprägt. Die Holzindustrie ist nach wie vor einer der Hauptwirtschaftszweige der Region.